# Tiago Matos
Tiago Matos (ur. 22 stycznia 2001 w Porto) – portugalski piłkarz, grający na pozycji obrońcy.
Młodzieżowy reprezentant Portugalii. Triumfator Ligi Młodzieżowej UEFA (2018/2019) i mistrz Portugalii do lat 19 (2018/2019) z drużyną FC Porto. Od sierpnia 2021 zawodnik Radomiaka.